# Viola tenuissima
Viola tenuissima là một loài thực vật có hoa trong họ Hoa tím. Loài này được Chang miêu tả khoa học đầu tiên năm 1949.